# Birac-sur-Trec
Birac-sur-Trec è un comune francese di 817 abitanti situato nel dipartimento del Lot e Garonna nella regione della Nuova Aquitania.

## Società

### Evoluzione demografica
Abitanti censiti